# Aloísio Sergio Magalhães
Aloísio Sergio Magalhães (Recife, 5 de noviembre de 1927 - Padua, 13 de junio de 1982) fue uno de los más importantes diseñadores gráficos brasileños del siglo XX. Aunque fue formado en derecho, trabajó siempre inclinado hacia las artes: pintura, grabado, artes visuales. 

## Trayectoria
- Además de diseñador, fue Secretario General del Ministerio de Educación de Brasil.
- También fue uno de los fundadores de la ESDI (Escola Superior de Desenho Industrial), que es la primera escuela de diseño de nivel superior en Brasil y América Latina, establecida en 1962. El modelo seguido por la ESDI era el de la escuela de Ulm, una escuela alemana de diseño que duró solamente diez años, que promovía fundamentalmente el diseño proyectual y tenía una visión extremadamente orientada al funcionalismo.

A partir de 1975, la ESDI forma parte de la Universidade do Estado do Rio de Janeiro, se localiza en Lapa (Río de Janeiro) iniciando en el año 2005 su curso de magíster en diseño.
- Fue profesor de la ya mencionada escuela durante sus primeros años, donde uno de sus principales aportes fue ofrecer una orientación del diseño alternativa a la alemana, presentando una tendencia de diseño integrado, sin distinción entre diseño gráfico y diseño industrial, gracias a lo cual los alumnos egresaban con ambas capacidades.
- Fue miembro fundador de O Gráfico Amador, revista privada establecida en Recife en mayo de 1954 que permaneció activa hasta 1961, y en la cual participó junto a jóvenes artistas e intelectuales pernambucanos.

Esta organización contemplaba trabajos de muy alta calidad de diseñadores gráficos brasileños, trabajando en conjunto con poetas y otro tipo de artistas. Presentó grandes creaciones tipográficas y de artes plásticas. En su libro sobre O Gráfico Amador, Guilherme Cunha Lima dice que las experiencias en diseño gráfico del grupo tuvieron un papel importante en los orígenes de la tipografía moderna brasileña.

## Obras
Aloísio Magalhães montó en Río de Janeiro una oficina de diseño gráfico que produjo valiosos
trabajos de identidades visuales y logotipos de compañías como Petrobrás, Souza Cruz, Embratur, Unibanco, Xerox, Universidade de Brasília, Banco Nacional, União de Bancos Brasileiros, Banco do Estado de São Paulo, Grupo Brascan, Companhia Souza Cruz, Secretaria de Turismo do Estado da Guanabara, Fundação Bienal de São Paulo, Itaipu Binacional, el símbolo del IV Centenário do Rio de Janeiro, el símbolo conmemorativo del Sesquicentenário da Independência y muchos otros trabajos.
Una de sus obras más importantes fue la creación del estándar monetario brasileño de los
Cruzeiros, ocupándose de todo lo que tenía que ver con el diseño gráfico y la identidad visual de la divisa brasileña. Introdujo imágenes de simetría a los billetes únicas en el mundo y también diseñó las caras de las monedas que entrarían en circulación, buscando siempre comunicar mediante las imágenes plasmadas ideas que intentan resumir eventos históricos o rasgos de la identidad brasileña.
Trabajó mucho con mosaicos regulares, los cuales fueron uno de sus favoritos modos de expresión artística y contribuyó en numerosas obras con la Oficina Cerâmica Francisco Brennand, que se dedicaba a la producción de esculturas y de cerámicas en Pernambuco.
Muestra de su aprecio por este arte son sus palabras: 

“Aunque es simple, el mosaico no es solo el encontrar. Necesita toda la experiencia y el entrenamiento de un ojo atento a todo. Las cerámicas son importantes y universales. Tan importantes que salen de lo banal. El arte camina en un medio trágico, denso, sofocado. A diario pierde el carácter lúdico y la gracia. El mosaico restituye al espectador la alegría perdida. Nadie está indiferente.” (Para el Periódico de la Tarde, São Paulo, en 1973.

La motivación de este gran diseñador siempre fue acentuar en sus obras la búsqueda y preservación de una identidad cultural brasileña, sea en el área que fuera, jamás dejó de lado sus raíces y su intento de contribuir a su país.